# Anthony W. Gardiner
Anthony W. Gardiner, souvent dit "Tony Gardiner", désigné par ses initiales "AWG", né le 3 février 1820 dans le comté de Southampton en Virginie et mort en 1885, est le septième vice-président du Liberia entre 1872 et 1876 et président du Liberia entre 1878 à 1883.

## Biographie
Gardiner est né à Southampton County, en Virginie aux États-Unis. En 1831, alors qu'il est encore enfant, sa famille s'installe au Liberia sous le parrainage de l'American Colonization Society. Gardiner obtient son diplôme en droit au Liberia et, en 1847, il est délégué à la Convention nationale, qui rédige la déclaration d'indépendance et la constitution du Liberia. Il devient le premier procureur général du Liberia et sert ensuite à la Chambre des représentants du Liberia de 1855 à 1871. Il est président de la Chambre des représentants 1860-1861.
En mai 1871, il est élu vice-président et est réélu, servant jusqu'en 1876. Pendant l'incapacité du président JJ Roberts de 1875 jusqu'au début de 1876, Gardiner est également président par intérim.
Moins de deux ans après avoir quitté ses fonctions de président par intérim, Gardiner remporte l'élection à la présidence, prenant ses fonctions en 1878. Lors de la même élection, le True Whig Party remporte une victoire massive et domine la politique libérienne jusqu'au coup d'État de 1980, qui met fin à 144 ans de gouvernement totalitaire par les Libériens. Fin des années d'exclusion par le gouvernement des Libériens indigènes qui étaient considérés comme une classe opprimée et inférieure, bien que les Libériens indigènes constituent la majorité de la population. En 1985, Samuel K. Doe a été le premier président autochtone élu du Liberia.